# Planalto da Serra
Planalto da Serra is een gemeente in de Braziliaanse deelstaat Mato Grosso. De gemeente telt 2.797 inwoners (schatting 2009).